# Stará Turá
Stará Turá är en stad i distriktet Nové Mesto nad Váhom i regionen  Trenčín i västra Slovakien.

## Geografi
Staden ligger på 279 meters höjd och har en area på 50,94 km². Den har ungefär
8 900 invånare (2017).